# Squawtits
Squawtits, pleme Cowichan Indijanaca, uže skupinwe Stalo, naseljeni na donejm toku rijeke Fraser između Agassiza i Hopea u kanadskoj provinciji Britanska Kolumbija. Populacija im je 1909. iznosila 98 na dva rezervata utemeljena 1879.na agenici Fraser.